# Зубов (Краснодарский край)
Зубов — хутор в Тбилисском районе Краснодарского края.
Входит в состав Марьинского сельского поселения.

## География
Расположен на реке Зеленчук 2-й.

### Улицы
- ул. Зеленчукская,
- ул. Красная Поляна,
- ул. Луговая,
- ул. Молодёжная,
- ул. Северная.

## Население
| 2002 | 2010 |
| ---- | ---- |
| 314  | ↘280 |